# Oxsjön (Österunda socken, Uppland)
Oxsjön är en sjö i Enköpings kommun i Uppland och ingår i Norrströms huvudavrinningsområde. Sjön är 1,6 meter djup, har en yta på 0,036 kvadratkilometer och befinner sig 49 meter över havet.